# Bandiere gallesi
Lista di bandiere usate esclusivamente in Galles.

## Bandiere nazionali
| Bandiera          | Adozione     | Nome                      | Descrizione                                                                           |
| ----------------- | ------------ | ------------------------- | ------------------------------------------------------------------------------------- |
| Galles (bandiera) | 1959-attuale | Bandiera del Galles       | Dragone rosso passante su campo verde e bianco                                        |
|                   | 1953-1959    | Bandiera dal 1953 al 1959 | Stemma con un dragone rosso passante su campo verde e bianco su campo verde e bianco. |
| Galles (bandiera) | 1807-1953    | Bandiera dal 1807 al 1953 | Dragone rosso passante su campo bianco                                                |

## Principe di Galles
| Bandiera | Adozione | Nome                                             | Descrizione                                      |
| -------- | -------- | ------------------------------------------------ | ------------------------------------------------ |
|          | 1962 -   | Stendardo del Principe di Galles usato in Galles | Bandiera con lo Stemma del Principato del Galles |

## Altre
| Bandiera | Adozione | Nome                             | Descrizione                                                    |
| -------- | -------- | -------------------------------- | -------------------------------------------------------------- |
|          | 1921     | Bandiera di San David            | Croce dorata su campo nero                                     |
|          |          | Bandiera di Cardiff              | Bandiera dello stemma cittadino                                |
|          |          | Bandiera della Chiesa del Galles | Croce blu su campo bianco con lo stemma della Chiesa al centro |